# Księga rekordów Szutki
Księga rekordów Szutki (serbochorw. Knjiga rekorda Šutke) – czesko-serbski film dokumentalny w reżyserii Aleksandra Manicia z 2005 r.
Akcja filmu rozgrywa się w zamieszkanej przez Romów dzielnicy Skopje – Shuto Orizari, zwanej przez miejscowych Szutką. W tym ubogim osiedlu marzeniem każdego mieszkańca jest bycie najlepszym na świecie w wybranej dziedzinie. Obok magów, mistyków, tropicieli wampirów i zbieracza romskich słów przed kamerami pojawia się galeria „łowców rekordów” – bokserów, zbieraczy tureckich pieśni i najlepszych na świecie rybaków. Stopniowo jednak w codzienne życie mieszkańców Szutki wkracza „cywilizacja Zachodu”. Na miejscowym bazarze można zaopatrzyć się w oryginalne ubrania Versace, powszechnie dostępne są pirackie nagrania, a mieszkańcy żyją losami postaci z południowoamerykańskiej telenoweli Kassandra.
Sam twórca filmu określił go jako „komedię antropologiczno-dokumentalną”.
Film był nagradzany na festiwalach w Lublanie, Madrycie, Ourense i w Pradze.